# Tosos
Tosos è un comune spagnolo di 192 abitanti situato nella comunità autonoma dell'Aragona.